# The Animal Within
The Animal Within est un film muet américain réalisé par Allan Dwan et sorti en 1912.

## Fiche technique
- Titre : The Animal Within
- Réalisation : Allan Dwan
- Genre : Western
- Production : American Film Company
- Date de sortie :
  - États-Unis : 5 décembre 1912

## Distribution
- J. Warren Kerrigan : Jonathan Carey
- Charlotte Burton : Jane Stevens
- Jack Richardson : Hal Evers
- Louise Lester : Anne Carey